# جاك سولومون
جاك سولومون (بالإنجليزية: Jack Solomon)‏ هو مهندس الصوت أمريكي، ولد في 8 مارس 1913 في مانهاتن في الولايات المتحدة، وتوفي في 8 نوفمبر 2002 في لوس أنجلوس في الولايات المتحدة.

## وصلات خارجية
- جاك سولومون على موقع IMDb (الإنجليزية)
- جاك سولومون على موقع ألو سيني (الفرنسية)
- جاك سولومون على موقع أول موفي (الإنجليزية)
- جاك سولومون على موقع قاعدة بيانات الأفلام السويدية (السويدية)
- جاك سولومون على موقع قاعدة بيانات الفيلم (الإنجليزية)
- جاك سولومون على موقع كينوبويسك (الروسية)